# Amblyopone minuta
Amblyopone minuta é uma espécie de formiga do gênero Amblyopone.